# 安達奈緒子
安達 奈緒子（あだち なおこ）は、日本の脚本家。神奈川県出身。

## 略歴・人物
子どもの頃から物語を作ることに興味を持ち、早稲田大学で演劇研究会に所属する。大学を卒業後、ドラマ脚本を学ぶため日本脚本家連盟ライターズスクールに進み、68期を修了した。
その後、一旦就職して、海外ドキュメンタリー番組の日本語字幕やナレーションを制作する会社で台本作りに従事しながらコンクールに応募し、2003年に『僕らの未来に子供たちはイエスと言うか』で第15回フジテレビヤングシナリオ大賞を受賞。翌年、フジテレビのスペシャルドラマ『冬空に月は輝く』の脚本でデビューした。
その後、出産し育児と主婦業で多忙だったことから本格的な活動からは遠ざかり、プロデューサーの声かけで企画書を作成するも数年間採用がない状態が続いていた。
2010年代に入り、再び小説も含めたコンテストに挑戦していた。2011年には、フジテレビプロデューサーの増本淳の企画に誘われ、これを基にした1月期の月9ドラマ『大切なことはすべて君が教えてくれた』の脚本担当に抜擢され、全10話を執筆した。翌2012年にも、同じく月9ドラマ枠で『リッチマン、プアウーマン』の全11話脚本を担当した。
以後、2014年に月9ドラマ『失恋ショコラティエ』で脚本を担当した。2017年には新機軸を打ち出した月9ドラマ『コード・ブルー -ドクターヘリ緊急救命- THE THIRD SEASON』で第1、第2シーズンを手掛けた林宏司に代わって起用され、翌2018年公開の『劇場版コード・ブルー -ドクターヘリ緊急救命-』でも脚本を担当した。
2018年に手掛けた第73回文化庁芸術祭テレビ・ドラマ部門大賞および第35回ATP賞テレビグランプリ受賞作の『透明なゆりかご』（NHK総合）でその作家性が脚光を浴び、翌2019年には第57回ギャラクシー賞マイベストTV賞第14回グランプリ受賞作の『きのう何食べた?』（テレビ東京）、第74回文化庁芸術祭テレビ・ドラマ部門大賞受賞作の『サギデカ』（NHK総合）、ならびに『G線上のあなたと私』（TBS）の3作品を手掛けて「2019年は安達奈緒子の年」「今もっとも勢いのある脚本家」との高評価を受け、自身も『透明なゆりかご』『きのう何食べた?』の2作品により東京ドラマアウォード2019にて脚本賞を受賞した。
2021年には、同年公開予定の『きのう何食べた?』の映画化作品『劇場版 きのう何食べた?』で脚本を担当し、同年度前期放送のNHK連続テレビ小説『おかえりモネ』の脚本を手掛けた。
2025年には2027年1月より放送予定NHK大河ドラマ『逆賊の幕臣』の脚本を手掛けるが発表。

## 受賞歴
- 第15回フジテレビヤングシナリオ大賞（『僕らの未来に子供たちはイエスと言うか』）
- 2018年7月期（第13回）コンフィデンスアワード・ドラマ賞 脚本賞（『透明なゆりかご』）[11]
- 第101回ザテレビジョンドラマアカデミー賞 脚本賞（『きのう何食べた?』）[12]
- 東京ドラマアウォード2019 脚本賞（『透明なゆりかご』『きのう何食べた?』）[13][7]
- 2021年度芸術選奨文部科学大臣新人賞（『おかえりモネ』）[14]

## 作品

### テレビドラマ
- 冬空に月は輝く（2004年、フジテレビ）
- 大切なことはすべて君が教えてくれた（2011年1月期、フジテレビ）
- リッチマン、プアウーマン（2012年7月期、フジテレビ）
  - リッチマン、プアウーマン in ニューヨーク（2013年4月1日、フジテレビ）
- Oh,My Dad!!（2013年7月期、フジテレビ）
- 失恋ショコラティエ（2014年1月期、フジテレビ）
- その男、意識高い系。（2015年3月3日 - 4月21日、NHK BSプレミアム）[15]
- She（2015年4月 - 5月、フジテレビ）
- ふれなばおちん（2016年6月 - 8月、NHK BSプレミアム）
- 宮崎のふたり（2016年10月19日、NHK BSプレミアム）[16]
- 君に捧げるエンブレム（2017年1月3日、フジテレビ）
- 大貧乏（2017年1月-3月、フジテレビ）
- コード・ブルー -ドクターヘリ緊急救命- 3rd season（2017年7月 - 9月、フジテレビ）
- ドラマ10 透明なゆりかご（2018年7月20日 - 9月21日、NHK総合）[17]
- ドラマ24 きのう何食べた?（2019年4月6日- 6月29日、テレビ東京）
  - きのう何食べた? 正月スペシャル 2020（2020年1月1日、テレビ東京）
  - きのう何食べた？ season2（2023年10月 - 12月、テレビ東京）
- 土曜ドラマ サギデカ（2019年8月 - 9月、NHK総合）[18]
- G線上のあなたと私（2019年10月 - 12月、TBS）
- 連続テレビ小説 おかえりモネ（2021年5月 - 10月、NHK）
- 海の見える理髪店（2022年3月31日・5月9日、NHK BS8K、NHK BSプレミアム・NHK BS4K）
- NHKスペシャル・未解決事件
  - 「File.09 松本清張と帝銀事件」第1部（2022年12月、NHK）
  - 「File.10 下山事件」（2024年3月30日、NHK総合）
- 100万回 言えばよかった（2023年1月 - 3月、TBS）
- お別れホスピタル（2024年2月、NHK総合）[19]
- 大河ドラマ 逆賊の幕臣（2027年1月、NHK総合）[20]

### 配信ドラマ
- 21世紀の観覧車（2004年、シー・ディー・シー、スターダストプロモーション） 2007年に劇場公開[21]
- アンダーウェア（2015年、Netflix）[22]

### 映画
- ひるなかの流星（2017年）
- 劇場版コード・ブルー-ドクターヘリ緊急救命-（2018年）
- 劇場版 きのう何食べた?（2021年）[8]
- 先生の白い嘘（2024年）

### ラジオドラマ
- SCHOOL OF LOCK!「君恋物語〜キミコイものがたり〜」（2014年7月14日 - 全3回、TOKYO FM）[23]